# Otto III (biskup Münsteru)
Otto III z Rietbergu (zm. 16 października 1308 w Poitiers) – biskup Münsteru od 1301 do 1306.

## Życiorys
Otto pochodził z rodu hrabiów Rietbergu, był synem Henryka II z Arnsbergu i jego żony Ermengardy. W 1275 był kanonikiem katedralnym w Paderbornie, w 1291 kanonikiem katedralnym w Münsterze, a najpóźniej w 1296 został prepozytem kapituły katedralnej w Paderbornie. Gdy w 1301 doszło do konieczności wyboru nowego biskupa Münsteru, hrabia Mark Eberhard II chciał doprowadzić do objęcia tego stanowiska przez swego faworyta, Henryka z Wildenburga. Jednak przeciwnik polityczny Eberharda, arcybiskup Kolonii Wigbold z Holte, wysunął kandydaturę Ottona, z którym zawarł układ zobowiązujący Ottona do niepopierania przeciwników Wigbolda. 
Po uzyskaniu papieskiej akceptacji na początku 1302, w Wielkanoc tego roku Wigbold wyświęcił Ottona na biskupa, a ten potwierdził swoje wcześniejsze zobowiązania wobec arcybiskupa. Wkrótce doszło do pierwszego starcia między Ottonem a Eberhardem, w wyniku którego biskup musiał zapłacić hrabiemu znaczną kwotę. Potem Otto znalazł się w konflikcie z Hermanem z Lohn i w tym przypadku znalazł sojusznika w hrabim Eberhardzie. W ten sposób znalazł się w obozie wrogim arcybiskupowi Wigboldowi i uczestniczył nawet na początku 1304 w ataku na jego dobra. Wigbold w rewanżu ogłosił zawieszenie biskupa, jednak jeszcze wiosną tego samego roku sam zmarł, a Otto zachował swoje stanowisko.
Wkrótce potem ponownie wybuchł konflikt zbrojny między nim a hrabią Eberhardem, zakończony traktatem pokojowym zawartym 4 marca 1306. Wzrastało także niezadowolenie z jego rządów na terenie księstwa biskupiego i powstała opozycja obejmująca czołowych przedstawicieli kapituły katedralnej (zrażonych do biskupa m.in. jego żądaniami dotyczącymi poprawy dyscypliny wśród duchowieństwa). Otto ekskomunikował ich, jednak opozycja rosła w siłę – po stronie zbuntowanych kanoników opowiadali się liczni możni. Celem przeciwników Ottona było doprowadzenie do jego odwołania z zajmowanego stanowiska. Doszło do procesu przed nowym arcybiskupem Kolonii, Henrykiem z Virneburga. Przeciwnicy Ottona zręcznie oskarżyli go o związek z przeciwnikami Kościoła w Kolonii oraz zniszczenie należącego do arcybiskupów zamku Hovestadt. Arcybiskup uznał biskupa za winnego złamania traktatu zawartego w 1301 i 3 października 1306 zawiesił go, zwolnił jego poddanych z przysięgi lojalności i nakazał kapitule münsterskiej przystąpić do wyboru nowego biskupa.
Otto udał się do Poitiers do papieża Klemensa V, aby odwołać się od decyzji arcybiskupa. Papież uznał jego zarzuty i podjął decyzję o uchyleniu wyroku wydanego przez Henryka i przywróceniu Ottona na jego urząd. Uznał też wybór jego następcy za nielegalny i zawiesił prawo do głosowania kapituły w Münster. Otto jednak nie zdążył wyruszyć z powrotem do swojej diecezji, zmarł na papieskim dworze w Poitiers 16 października 1308.